# Колумбия (окръг, Пенсилвания)
Вижте пояснителната страница за други значения на Колумбия.
Окръг Колумбия (на английски: Columbia County) е окръг в щата Пенсилвания, Съединени американски щати. Площта му е 1269 km², а населението - 65 932 души (2017). Административен център е град Блумсбърг.